# Делешть
Делешть, Делешті (рум. Delești) — село у повіті Васлуй в Румунії. Входить до складу комуни Делешть.
Село розташоване на відстані 277 км на північний схід від Бухареста, 15 км на північний захід від Васлуя, 49 км на південь від Ясс, 147 км на північ від Галаца.

## Населення
За даними перепису населення 2002 року у селі проживали 809 осіб, усі — румуни. Усі жителі села рідною мовою назвали румунську.